# Curtafond
Curtafond és un municipi francès situat al departament de l'Ain i a la regió d'Alvèrnia-Roine-Alps. L'any 2007 tenia 672 habitants.

## Demografia

### Població
El 2007 la població de fet de Curtafond era de 672 persones. Hi havia 236 famílies de les quals 48 eren unipersonals (8 homes vivint sols i 40 dones vivint soles), 80 parelles sense fills, 100 parelles amb fills i 8 famílies monoparentals amb fills.
La població ha evolucionat segons el següent gràfic:
Habitants censats

### Habitatges
El 2007 hi havia 264 habitatges, 244 eren l'habitatge principal de la família, 10 eren segones residències i 10 estaven desocupats. 254 eren cases i 10 eren apartaments. Dels 244 habitatges principals, 201 estaven ocupats pels seus propietaris, 40 estaven llogats i ocupats pels llogaters i 3 estaven cedits a títol gratuït; 6 tenien dues cambres, 29 en tenien tres, 80 en tenien quatre i 129 en tenien cinc o més. 192 habitatges disposaven pel capbaix d'una plaça de pàrquing. A 98 habitatges hi havia un automòbil i a 133 n'hi havia dos o més.

### Piràmide de població
La piràmide de població per edats i sexe el 2009 era:
| Homes | Edats   | Dones |
| ----- | ------- | ----- |
| 0     | 95 o +  | 0     |
| 0     | 90 a 94 | 0     |
| 4     | 85 a 89 | 12    |
| 8     | 80 a 84 | 4     |
| 8     | 75 a 79 | 12    |
| 8     | 70 a 74 | 28    |
| 4     | 65 a 69 | 12    |
| 20    | 60 a 64 | 16    |
| 12    | 55 a 59 | 8     |
| 16    | 50 a 54 | 20    |
| 8     | 45 a 49 | 8     |
| 36    | 40 a 44 | 24    |
| 36    | 35 a 39 | 24    |
| 24    | 30 a 34 | 24    |
| 16    | 25 a 29 | 20    |
| 8     | 20 a 24 | 4     |
| 16    | 15 a 19 | 28    |
| 24    | 10 a 14 | 16    |
| 24    | 5 a 9   | 24    |
| 12    | 0 a 4   | 28    |

## Economia
El 2007 la població en edat de treballar era de 405 persones, 310 eren actives i 95 eren inactives. De les 310 persones actives 298 estaven ocupades (155 homes i 143 dones) i 12 estaven aturades (7 homes i 5 dones). De les 95 persones inactives 49 estaven jubilades, 32 estaven estudiant i 14 estaven classificades com a «altres inactius».

### Ingressos
El 2009 a Curtafond hi havia 255 unitats fiscals que integraven 689 persones, la mediana anual d'ingressos fiscals per persona era de 19.805 €.

### Activitats econòmiques
Dels 18 establiments que hi havia el 2007, 1 era d'una empresa alimentària, 4 d'empreses de fabricació d'altres productes industrials, 3 d'empreses de construcció, 5 d'empreses de comerç i reparació d'automòbils, 2 d'empreses d'hostatgeria i restauració, 2 d'empreses immobiliàries i 1 d'una entitat de l'administració pública.
Dels 4 establiments de servei als particulars que hi havia el 2009, 2 eren tallers de reparació d'automòbils i de material agrícola, 1 electricista i 1 restaurant.
L'únic establiment comercial que hi havia el 2009 era una fleca.
L'any 2000 a Curtafond hi havia 21 explotacions agrícoles que ocupaven un total de 976 hectàrees.

## Equipaments sanitaris i escolars
El 2009 hi havia una escola elemental integrada dins d'un grup escolar amb les comunes properes formant una escola dispersa.

## Poblacions més properes
El següent diagrama mostra les poblacions més properes.